# Batalionul de geniu „Codru”
Batalionul de geniu „Codru”  este o unitate militară din cadrul Forțelor Terestre ale Armatei Naționale a Republicii Moldova, dislocată lângă Negrești, Strășeni. Batalionul „Codru” a depus jurământul de credință Republicii Moldova și poporului său la 16 octombrie 1992. 
Una din misiunile de bază ale batalionului este cercetarea, depistarea, identificarea, neutralizarea, transportarea și nimicirea obiectelor explozive depistate pe teritoriul R. Moldova. Efectivul batalionului a executat până în prezent cca. 900 misiuni de deminare, în urma cărora au fost nimicite 15.733 de obiecte explozive. Efectivul batalionului a fost implicat inclusiv în nimicirea munițiilor învechite din stocurile Armatei Naționale. În cadrul proiectelor de lichidare a minelor antipersonal și a munițiilor cu fragmentare, geniștii moldoveni au nimicit 135.222 de muniții învechite. Douăzeci de militari din componența batalionului au participat la operațiunea internațională post-conflict cu caracter umanitar din Irak, unde au nimicit 395.054 de obiecte explozive.